# 加密通訊
加密通訊（英語：Secure communication）是指两个实体為了不讓第三方监听而以一种不易被窃听或拦截的方式进行的通信。 

## 历史
1898年，美國機械工程師尼古拉·特斯拉在麦迪逊广场花园向公眾演示发送器和无线电接收机之间的加密通訊的過程。 